# Уравнение Шрёдингера
Уравне́ние Шрёдингера — линейное дифференциальное уравнение в частных производных, описывающее изменение в пространстве (в общем случае, в конфигурационном пространстве) и во времени чистого состояния, задаваемого волновой функцией, в гамильтоновых квантовых системах.
Играет в квантовой механике такую же важную роль, как уравнения Гамильтона или уравнение второго закона Ньютона в классической механике или уравнения Максвелла для электромагнитных волн.
Сформулировано Эрвином Шрёдингером в 1925 году, опубликовано в 1926 году. Уравнение Шрёдингера не выводится, а постулируется методом аналогии с классической оптикой, на основе обобщения экспериментальных данных.
Уравнение Шрёдингера предназначено для частиц без спина, движущихся со скоростями, много меньшими скорости света. В случае быстрых частиц и частиц со спином используются его обобщения (уравнение Клейна — Гордона, уравнение Паули, уравнение Дирака и др.).

## История

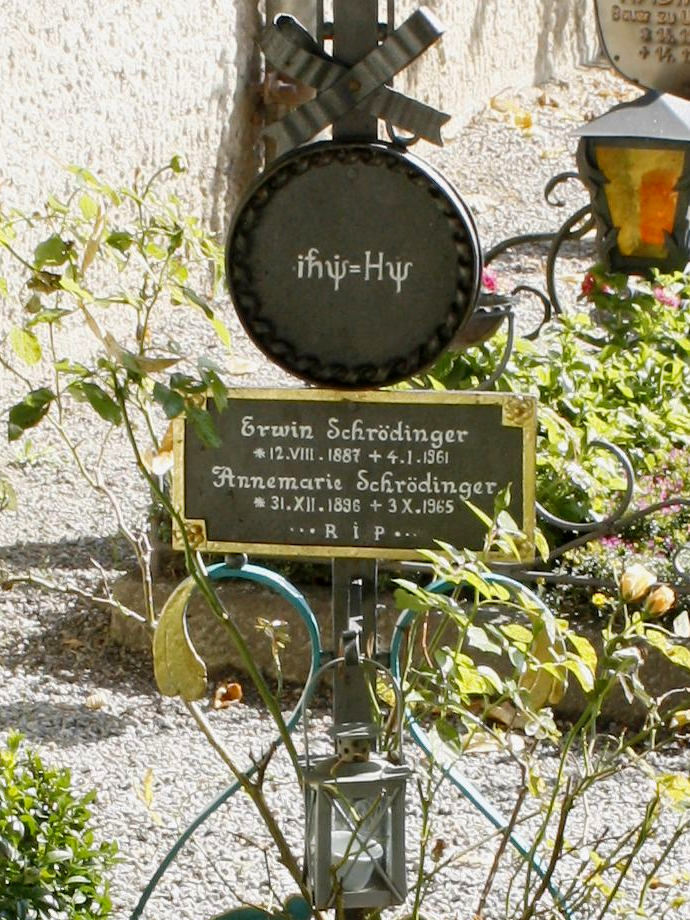
Уравнение Шрёдингера на надгробии Эрвина и Аннемари Шрёдингер в Альпбахе

В начале XX века учёные пришли к выводу, что между предсказаниями классической теории и экспериментальными данными об атомной структуре существует ряд расхождений. Открытие уравнения Шрёдингера последовало за революционным предположением де Бройля, что не только свету, но и вообще любым телам (в том числе и любым микрочастицам) присущи волновые свойства.
Исторически окончательной формулировке уравнения Шрёдингера предшествовал длительный период развития физики. Само уравнение было сформулировано Эрвином Шрёдингером в 1925 году, в процессе объяснения, по просьбе Петера Дебая, идей де Бройля о волновой природе микрочастиц группе аспирантов Цюрихского университета. Опубликовано в 1926 году.
За открытие этого уравнения Э. Шрёдингер получил Нобелевскую премию по физике 1933 года.

## Зависящее от времени уравнение
Наиболее общая форма уравнения Шрёдингера — это форма, включающая зависимость от времени:
| Зависящее от времени уравнение (общий случай) {\displaystyle i\hbar {\frac {\partial }{\partial t}}\Psi ={\hat {H}}(p,q)\Psi ,} |
где {\displaystyle {\hat {H}}} — гамильтониан, {\displaystyle q} — координаты, {\displaystyle p_{r}={\frac {\hbar }{i}}{\frac {\partial }{\partial q_{r}}}} — импульсы.
Пример нерелятивистского уравнения Шрёдингера в координатном представлении для точечной частицы массы {\displaystyle m}, движущейся в потенциальном поле c потенциалом {\displaystyle V({\vec {r}},t)}:
| Пример зависящего от времени уравнения Шрёдингера {\displaystyle i\hbar {\frac {\partial }{\partial t}}\Psi ({\vec {r}},t)=\left[-{\frac {\hbar ^{2}}{2m}}\nabla ^{2}+V({\vec {r}},t)\right]\Psi ({\vec {r}},t).} |
В данном примере гамильтониан {\displaystyle {\hat {H}}=-{\frac {\hbar ^{2}}{2m}}\nabla ^{2}+V({\vec {r}},t)}.

### Некоторые свойства
Волновая функция, являющаяся решением уравнения Шрёдингера, и её первые производные должны быть однозначными и непрерывными во всём пространстве. Непрерывность производных физически означает непрерывность плотности потока.
Если потенциальная энергия {\displaystyle V} нигде не обращается в бесконечность или обращается в {\displaystyle -\infty } в некоторой точке медленнее, чем {\displaystyle -{\frac {1}{r^{2}}}}, где {\displaystyle r} — расстояние до этой точки, то волновая функция должна быть конечной во всем пространстве.
Средние значения механических величин для волнового пакета, который можно описать уравнением Шрёдингера, удовлетворяют классическим уравнениям Гамильтона (теорема Эренфеста).
Уравнение Шрёдингера инвариантно относительно преобразований Галилея. Из этого факта вытекает ряд важных следствий: существование ряда операторов квантовой механики, связанных с преобразованиями Галилея; невозможность описать состояния со спектром масс или нестабильные элементарные частицы в нерелятивистской квантовой механике (теорема Баргмана); существование квантовомеханических инвариантов, порождаемых преобразованием Галилея.
Уравнение Шрёдингера является более сложным по сравнению с уравнениями Гамильтона классической механики. Уравнения Гамильтона являются системой обыкновенных дифференциальных уравнений первого порядка, а уравнение Шрёдингера является дифференциальным уравнением в частных производных.
Уравнение Шрёдингера линейно, то есть если волновые функции {\displaystyle \Psi } и {\displaystyle \Phi } удовлетворяют уравнению Шрёдингера, то ему удовлетворяет любая их линейная комбинация {\displaystyle \alpha \Psi +\beta \Phi }, где {\displaystyle \alpha } и {\displaystyle \beta } — комплексные числа. Вследствие этого линейная суперпозиция волновых функций не нарушается уравнением Шрёдингера, и для редукции волновой функции необходима операция измерения. Линейность оператора Шрёдингера является следствием и обобщением принципа суперпозиции, который важен для корректной формулировки понятия операции измерения.
Для всех квантовых систем, занимающих ограниченные области пространства, решения уравнения Шрёдингера существуют только для счётного множества значений энергии {\displaystyle E_{n}} и представляют собой счётное множество волновых функций {\displaystyle \Psi _{n}}, члены которого нумеруются набором квантовых чисел {\displaystyle n}. Волновая функция {\displaystyle \Psi _{0}} нормального состояния (с наименьшей энергией) не обращается в нуль (не имеет узлов) нигде в пространстве. Нормальный энергетический уровень не может быть вырожденным. Осцилляционная теорема: для одномерного движения волновая функция {\displaystyle \Psi _{n}} дискретного спектра, соответствующая {\displaystyle (n+1)}-му по величине собственному значению {\displaystyle E_{n}}, обращается в нуль (при конечных значениях координаты x) {\displaystyle n} раз.
Уравнение Шрёдингера, как и уравнения Гамильтона, является уравнением первого порядка по времени. Оно является математическим выражением принципа статистического детерминизма в квантовой механике: данное состояние системы определяет её последующее состояние не однозначно, а лишь с определённой вероятностью, задаваемой при помощи волновой функции {\displaystyle \Psi }.
Уравнение Шрёдингера симметрично по отношению к обоим направлениям времени. Эта симметрия выражается в его неизменности при изменении знака {\displaystyle t} и одновременной замене волновой функции {\displaystyle \Psi } на комплексно сопряжённую {\displaystyle \Psi ^{*}}.
Если {\displaystyle \phi } и {\displaystyle \psi } — два решения уравнения Шрёдингера, то их скалярное произведение не меняется с течением времени: {\displaystyle (\mathbf {\phi } ,\mathbf {\psi } )=\mathrm {const} }. Это следует из равенства нулю производной скалярного произведения:
{\displaystyle {\frac {d}{dt}}(\mathbf {\phi } ,\mathbf {\psi } )=(\mathbf {\dot {\phi }} ,\mathbf {\psi } )+(\mathbf {\phi } ,\mathbf {\dot {\psi }} )=(\mathbf {i} {\hat {H}}\phi ,\mathbf {\psi } )+(\mathbf {\phi } ,\mathbf {i} {\hat {H}}\psi )=i(\mathbf {\hat {H}} \phi ,\mathbf {\psi } )-i(\mathbf {\phi } ,\mathbf {\hat {H}} \psi )=0}

### Ограничения применимости
Уравнение Шрёдингера не может объяснить спонтанного излучения, так как волновая функция возбуждённого состояния является точным решением зависящего от времени уравнения Шрёдингера.
Уравнение Шрёдингера не может описывать процесс измерения в квантовой механике, поскольку оно линейно, детерминистично и обратимо во времени, а процесс измерения нелинеен, стохастичен и необратим во времени.
Уравнение Шрёдингера не может описывать процессы взаимных превращений элементарных частиц. Процессы взаимных превращений частиц описывает релятивистская квантовая теория поля.

## Формулировка

### Общий случай
В квантовой физике вводится комплекснозначная функция {\displaystyle \Psi }, описывающая чистое состояние объекта, которая называется волновой функцией. В наиболее распространённой копенгагенской интерпретации эта функция связана с вероятностью обнаружения объекта в одном из чистых состояний (квадрат модуля волновой функции представляет собой плотность вероятности). Поведение гамильтоновой системы в чистом состоянии полностью описывается с помощью волновой функции.
Отказавшись от описания движения частицы с помощью траекторий, получаемых из законов динамики, и определив вместо этого волновую функцию, необходимо ввести в рассмотрение уравнение, эквивалентное законам Ньютона и дающее рецепт для нахождения {\displaystyle \Psi } в частных физических задачах. Таким уравнением является уравнение Шрёдингера.
Пусть волновая функция задана в n-мерном конфигурационном пространстве, тогда в каждой точке с координатами {\displaystyle {\vec {r}}({x}_{1},{x}_{2},{x}_{3},\ldots ,{x}_{n})} в определённый момент времени {\displaystyle t} она будет иметь вид {\displaystyle \Psi \left({\vec {r}},t\right)}. В таком случае уравнение Шрёдингера запишется в виде:
где {\displaystyle \hbar ={h \over 2\pi }}, {\displaystyle h} — постоянная Планка; {\displaystyle m} — масса частицы, {\displaystyle V({\vec {r}},t)} — внешняя по отношению к частице потенциальная энергия в точке {\displaystyle {\vec {r}}({x}_{1},{x}_{2},{x}_{3},\ldots ,{x}_{n})} в момент времени {\displaystyle t}, {\displaystyle \Delta } — оператор Лапласа (или лапласиан), эквивалентен квадрату оператора набла и в n-мерной системе координат имеет вид:

### Случай трёхмерного пространства
В трёхмерном случае пси-функция является функцией трёх координат, и {\displaystyle \Delta \Psi } в декартовой системе координат заменяется выражением
тогда уравнение Шрёдингера примет вид:
где {\displaystyle \hbar ={h \over 2\pi }}, {\displaystyle h} — постоянная Планка; {\displaystyle m} — масса частицы, {\displaystyle V(x,y,z,t)} — потенциальная энергия в точке {\displaystyle (x,y,z)} в момент времени t.

### Стационарное уравнение Шрёдингера
Форма уравнения Шрёдингера показывает, что относительно времени его решение должно быть простым, поскольку время входит в это уравнение лишь через первую производную в правой части. Действительно, частное решение для случая, когда {\displaystyle V} не является функцией времени, можно записать в виде:
где функция {\displaystyle \psi ({\vec {r}}\,)} должна удовлетворять уравнению:
которое получается из уравнения Шрёдингера (1) при подстановке в него указанной выше формулы для {\displaystyle \Psi } (2). Заметим, что это уравнение вообще не содержит времени; в связи с этим оно называется стационарным уравнением Шрёдингера (уравнение Шрёдингера, не содержащее времени).
Выражение (2) является лишь частным решением зависящего от времени уравнения Шрёдингера (1), общее решение представляет собой линейную комбинацию всех частных решений вида (2). Зависимость функции {\displaystyle \Psi ({\vec {r}},t)} от времени проста, но зависимость её от координаты не всегда имеет элементарный вид, так как уравнение (3) при одном выборе вида потенциальной функции {\displaystyle V({\vec {r}})} совершенно отличается от того же уравнения при другом выборе этой функции. В действительности уравнение (3) может быть решено аналитически лишь для небольшого числа частных типов функции {\displaystyle V({\vec {r}})}.

### Уравнение Шрёдингера в инвариантной форме
Пусть классическая кинетическая энергия динамической системы имеет вид {\displaystyle T=\sum _{j,j}^{n}a_{ij}{\dot {q}}_{i}{\dot {q}}_{j}}. Величины {\displaystyle a_{ij}} можно рассматривать как компоненты метрического тензора в пространстве {\displaystyle n} измерений. В прямоугольных декартовых координатах {\displaystyle a_{ij}} — это просто массы частиц, а {\displaystyle a^{ij}} — обратные массы.
Уравнение Шрёдингера в инвариантной форме имеет вид:
{\displaystyle \sum _{k,j}\left[-{\frac {\hbar ^{2}}{\sqrt {a}}}{\frac {\partial }{\partial q^{k}}}\left({\sqrt {a}}a^{kj}{\frac {\partial }{\partial q^{j}}}\right)+V\right]\Psi +{\frac {\hbar }{i}}{\frac {\partial \Psi }{\partial t}}=0}
Здесь {\displaystyle a} — определитель матрицы {\displaystyle a_{ij}}.

## Методы решения уравнения Шрёдингера
- Аналитический метод. Решение ищется в виде точного математического выражения. Этот метод применим лишь в немногих простейших случаях (одноэлектронные атомы, линейный осциллятор, потенциальная яма с бесконечно высокими стенками и т. п.)[22].

- Метод возмущений. Оператор Гамильтона рассматривается как сумма двух слагаемых. Одно из них рассматривается как невозмущённый оператор, имеющий точное аналитическое решение. Другое слагаемое рассматривается как малая возмущающая добавка к нему. При стационарном возмущении решение заключается в разложении собственных значений и собственных функций в ряд по степеням малой постоянной возмущения и нахождении приближённого решения системы получаемых уравнений[23]. При нестационарном возмущении волновая функция ищется в виде линейной комбинации собственных волновых функций с коэффициентами, зависящими от времени[24].
- Метод Ритца. Применяется для решения стационарного уравнения Шрёдингера. Определяются экстремальные значения средней полной энергии системы при помощи варьирования параметров некоторой пробной функции[25].
- Метод Хартри — Фока.
- Метод ВКБ.

## Переход к классической механике
Уравнение Шрёдингера, описывающее движение микрообъекта в потенциальном поле {\displaystyle V({\vec {r}})}:
{\displaystyle i\hbar {\frac {\partial \psi }{\partial t}}=-{\frac {\hbar ^{2}}{2m}}\nabla ^{2}\psi +V({\vec {r}})\psi }.
Волновую функцию микрочастицы при {\displaystyle \hbar \rightarrow 0} можно представить в виде {\displaystyle \psi ({\vec {r}},t)=Ae^{{\frac {i}{\hbar }}S({\vec {r}},t)}}. Вследствие тождеств {\displaystyle i\hbar {\frac {\partial \psi }{\partial t}}=-{\frac {\partial S}{\partial t}}\psi } и {\displaystyle -{\frac {\hbar ^{2}}{2m}}\nabla ^{2}\psi =\left[{\frac {1}{2m}}(\nabla S)^{2}-{\frac {i\hbar }{2m}}\Delta S\right]\psi } уравнение Шрёдингера в этом случае можно записать в виде: {\displaystyle {\frac {\partial S}{\partial t}}+{\frac {1}{2m}}(\nabla S)^{2}+V({\vec {r}})-{\frac {i\hbar }{2m}}\Delta S=0}.
При {\displaystyle \hbar \rightarrow 0} это уравнение переходит в уравнение Гамильтона — Якоби классической механики:
{\displaystyle {\frac {\partial S}{\partial t}}+{\frac {1}{2m}}(\nabla S)^{2}+V({\vec {r}})=0}.
Существование предельного перехода от уравнения Шрёдингера к уравнению Гамильтона — Якоби даёт основание рассматривать механику Ньютона как предельный случай более общей квантовой механики, пригодной для описания как микроскопических, так и макроскопических объектов (принцип соответствия).

## Аналогии и связи с другими уравнениями
Уравнения Максвелла для электромагнитных волн в пустом пространстве
{\displaystyle \left\{{\begin{aligned}-c\cdot \operatorname {rot} E&={\frac {\partial H}{\partial t}},\\c\cdot \operatorname {rot} H&={\frac {\partial E}{\partial t}}\end{aligned}}\right.}
можно путём введения новой комплексной величины {\displaystyle \Psi =E+iH}, аналогичной волновой функции в уравнении Шрёдингера, преобразовать в одно уравнение
{\displaystyle i{\frac {\partial \Psi }{\partial t}}=c\cdot \operatorname {rot} \Psi ,}
похожее на уравнение Шрёдингера.
Уравнение Шрёдингера сходно с уравнениями теплопроводности и диффузии классической физики тем, что оно является уравнением первого порядка по времени и отличается от них наличием мнимого коэффициента перед {\displaystyle {\frac {\partial \Psi }{\partial t}}}. Благодаря ему оно может иметь и периодические решения.
Уравнение Шрёдингера можно получить из принципа наименьшего действия, рассматривая как уравнение Эйлера
{\displaystyle {\frac {\partial L}{\partial \psi }}-\sum _{k=0}^{3}{\frac {\partial }{\partial x_{k}}}{\frac {\partial L}{\partial \left({\frac {\partial \psi }{\partial x_{k}}}\right)}}=0}
некоторой вариационной задачи, в которой плотность лагранжиана имеет вид:
{\displaystyle L=i\hbar \psi ^{*}{\frac {\partial \psi }{\partial t}}-{\frac {\hbar ^{2}}{2m}}\nabla \psi ^{*}\nabla \psi -V(r,t)\psi ^{*}\psi -i\hbar {\frac {\partial \psi ^{*}}{\partial t}}\psi ={\frac {i\hbar }{2}}\left(\psi ^{*}{\frac {\partial \psi }{\partial t}}-{\frac {\partial \psi ^{*}}{\partial t}}\psi \right)-{\frac {\hbar ^{2}}{2m}}(\nabla \psi ^{*}\cdot \nabla \psi )-V(r,t)\psi ^{*}\psi }
Уравнение Дирака можно записать в виде уравнения Шрёдингера:
{\displaystyle i\hbar {\frac {\partial \psi _{1}}{\partial t}}=mc^{2}\psi _{1}+c({\hat {p_{x}}}-i{\hat {p_{y}}})\psi _{4}+c{\hat {p_{z}}}\psi _{3}}
{\displaystyle i\hbar {\frac {\partial \psi _{2}}{\partial t}}=mc^{2}\psi _{2}+c({\hat {p_{x}}}+i{\hat {p_{y}}})\psi _{3}-c{\hat {p_{z}}}\psi _{4}}
{\displaystyle i\hbar {\frac {\partial \psi _{3}}{\partial t}}=-mc^{2}\psi _{3}+c({\hat {p_{x}}}-i{\hat {p_{y}}})\psi _{2}+c{\hat {p_{z}}}\psi _{1}}
{\displaystyle i\hbar {\frac {\partial \psi _{4}}{\partial t}}=-mc^{2}\psi _{4}+c({\hat {p_{x}}}+i{\hat {p_{y}}})\psi _{1}-c{\hat {p_{z}}}\psi _{2}}
Здесь: {\displaystyle {\hat {p_{x}}}=-i\hbar {\frac {\partial }{\partial x}}}, {\displaystyle {\hat {p_{y}}}=-i\hbar {\frac {\partial }{\partial y}}}, {\displaystyle {\hat {p_{z}}}=-i\hbar {\frac {\partial }{\partial z}}}
В ряде случаев решение стационарного уравнения Шрёдингера методом ВКБ можно искать в виде {\displaystyle \psi =e^{{\frac {i}{\hbar }}S(r)}}, причём действие {\displaystyle S} удовлетворяет уравнению Гамильтона — Якоби {\displaystyle {\frac {1}{2m}}(\nabla S)^{2}+{\frac {i\hbar }{2m}}\Delta S+V(r)=E}. Разлагая функцию {\displaystyle S} в ряд по степеням параметра {\displaystyle i\hbar }: {\displaystyle S=S^{0}+i\hbar S'+...}, получают в нулевом приближении для {\displaystyle S^{0}} стационарное уравнение Гамильтона — Якоби, в следующих приближениях — поправки разного порядка.

## Наводящие соображения

### Волновое уравнение для волн де Бройля
К уравнению Шрёдингера можно прийти путём обобщения волнового уравнения на случай волн де Бройля:
{\displaystyle \Delta \varphi ={\frac {1}{v^{2}}}{\frac {\partial ^{2}\varphi }{\partial t^{2}}}},
где {\displaystyle \Delta } — оператор Лапласа, {\displaystyle \varphi =\varphi ({\vec {r}},t)} — волновая функция, обладающая свойствами волны де Бройля, {\displaystyle t} — время, {\displaystyle {\vec {r}}} — пространственная координата, {\displaystyle v} — фазовая скорость.
Если волновая функция является монохроматической, то решение этого уравнения можно представить в виде
{\displaystyle \varphi ({\vec {r}},t)=e^{-i\omega t}\Psi ({\vec {r}})},
где {\displaystyle \omega } — круговая частота.
Уравнение для пространственной части волновой функции {\displaystyle \Psi ({\vec {r}})}:
{\displaystyle \Delta \Psi ({\vec {r}})=-{\frac {\omega ^{2}}{v^{2}}}\Psi ({\vec {r}})}.
Если использовать выражение длины волны через частоту {\displaystyle \lambda =2\pi v/\omega }, последнее уравнение принимает вид
{\displaystyle \Delta \Psi ({\vec {r}})=-{\frac {4\pi ^{2}}{\lambda ^{2}}}\Psi ({\vec {r}})}.
С учётом выражения для длины волны де Бройля {\displaystyle \lambda =2\pi \hbar /|p|} и закона сохранения энергии
{\displaystyle {\frac {p^{2}}{2m}}+V({\vec {r}})=E},
где {\displaystyle p} — импульс частицы, {\displaystyle \hbar } — постоянная Планка, {\displaystyle m} — масса, {\displaystyle V({\vec {r}})} — потенциальная энергия, {\displaystyle E} — полная энергия частицы, получаем:
{\displaystyle {\frac {4\pi ^{2}}{\lambda ^{2}}}={\frac {2m}{\hbar ^{2}}}(E-V({\vec {r}}))}.
В итоге имеем стационарное уравнение Шрёдингера:
{\displaystyle \Delta \Psi ({\vec {r}})+{\frac {2m}{\hbar ^{2}}}(E-V({\vec {r}}))\Psi ({\vec {r}})=0}
Для перехода к нестационарному уравнению Шрёдингера представим стационарное уравнение в виде
{\displaystyle E\Psi (t)+({\frac {\hbar ^{2}}{2m}}\Delta -V)\Psi (t)=0},
где {\displaystyle \Psi (t)=\Psi e^{-{\frac {i}{\hbar }}Et}}. Тогда при помощи равенства
{\displaystyle -{\frac {\hbar }{i}}{\frac {\partial \Psi (t)}{\partial t}}=E\Psi (t)},
приходим к нестационарному уравнению Шрёдингера:
{\displaystyle i\hbar {\frac {\partial }{\partial t}}\Psi ({\vec {r}},t)=\left[-{\frac {\hbar ^{2}}{2m}}\nabla ^{2}+V({\vec {r}},t)\right]\Psi ({\vec {r}},t)}.

### Оператор сдвига во времени
В квантовой механике производную по времени от волновой функции можно рассматривать как оператор смещения по времени. По аналогии с классической механикой и соотношению между энергией и временем можно предположить, что его роль всегда играет гамильтониан. Отсюда немедленно следует уравнение Шрёдингера.

### Соответствие между классической механикой и геометрической оптикой
К уравнению Шрёдингера можно прийти, опираясь на соответствие между классической механикой и геометрической оптикой. Понятиям материальной точки, траектории, скорости, потенциальной энергии, энергии, вариационному принципу Мопертюи в классической
механике соответствуют понятия волнового пакета, луча, групповой скорости, фазовой скорости (показателя преломления), частоты,
вариационного принципа Ферма в геометрической оптике.
Вариационному принципу Мопертюи в классической механике
{\displaystyle \int {\sqrt {E-V}}ds=\min \qquad } (1)
соответствует вариационный принцип Ферма в оптике
{\displaystyle \int {\frac {ds}{v}}=\min .\qquad } (2)
Здесь {\displaystyle E} — полная энергия, {\displaystyle V} — потенциальная энергия, {\displaystyle v} — фазовая скорость. Траектория в классической механике соответствует лучу света в оптике, если
{\displaystyle {\frac {1}{v(\omega ,x)}}=f(\omega ){\sqrt {E(\omega )-V(x)}}.\qquad } (3)
Волновой пакет можно представить в виде
{\displaystyle \sum _{\omega }a_{\omega }\cos {2\pi \omega \left(t-{\frac {x}{v(\omega )}}\right)}}.
Для максимума пакета справедливо равенство
{\displaystyle {\frac {d}{d\omega }}\left\{\omega \left(t-{\frac {x}{v(\omega )}}\right)\right\}=0}.
Из этого равенства следует, что {\displaystyle t=x{\frac {d}{d\omega }}\left({\frac {\omega }{v}}\right)}. В классической механике этому соответствует равенство {\displaystyle t={\frac {x}{V_{g}}}}. Из этих двух выражений получается формула для групповой скорости:
{\displaystyle V_{g}=\left[{\frac {d}{d\omega }}\left({\frac {\omega }{v}}\right)\right]^{-1}.\qquad } (4)
Тогда условие равенства скорости материальной точки и групповой скорости волнового пакета можно записать в виде:
{\displaystyle {\frac {d}{d\omega }}\left({\frac {\omega }{v}}\right)={\sqrt {\frac {m}{2}}}{\frac {1}{\sqrt {E(\omega )-V(x)}}}.\qquad } (5)
Отсюда, используя (3), получаем:
{\displaystyle {\sqrt {\frac {m}{2}}}{\frac {1}{\sqrt {E-V}}}={\frac {d}{d\omega }}\left\{\omega f(\omega ){\sqrt {E-V}}\right\}={\frac {d(\omega f(\omega ))}{d\omega }}{\sqrt {E-V}}+{\frac {\omega f(\omega )}{2{\sqrt {E-V}}}}{\frac {dE}{d\omega }}.}
Сравнивая коэффициенты при одинаковых степенях {\displaystyle {\sqrt {E-V}}}, находим
{\displaystyle {\frac {d}{d\omega }}(\omega f(\omega ))=0,\qquad {\sqrt {\frac {m}{2}}}={\frac {\omega f(\omega )}{2}}{\frac {dE}{d\omega }}.}
Первое из них даёт {\displaystyle \omega f(\omega )=\mathrm {const} }, тогда из второго следует {\displaystyle {\frac {dE}{d\omega }}=const}, {\displaystyle E=\hbar \omega }, {\displaystyle f(\omega )={\frac {\sqrt {2m}}{\hbar \omega }}}. Фазовая скорость волны {\displaystyle v} зависит от частоты {\displaystyle \omega }:
{\displaystyle v={\frac {\hbar \omega }{\sqrt {2m}}}{\frac {1}{\sqrt {\hbar \omega -V}}}.\qquad } (6)
Монохроматическая волна с фазовой скоростью {\displaystyle v} удовлетворяет уравнению
{\displaystyle \nabla ^{2}\Psi -{\frac {1}{v^{2}}}{\frac {\partial ^{2}\Psi }{\partial t^{2}}}=0.\qquad } (7)
Частное решение этого уравнения имеет вид:
{\displaystyle \Psi =ue^{-i\omega t}=ue^{-{\frac {i}{\hbar }}Et},\qquad } (8)
где {\displaystyle \omega } — частота волны. Подставив решение (8) в уравнение (7), получаем:
{\displaystyle \nabla ^{2}u+{\frac {\omega ^{2}}{v^{2}}}u=0.\qquad } (9)
Подставляя (6) в (9), получаем:
{\displaystyle \nabla ^{2}u+{\frac {2m}{\hbar ^{2}}}(\hbar \omega -V)u=0.\qquad } (10)
Из уравнения (8) получаем:
{\displaystyle \omega u=-{\frac {1}{i}}{\frac {\partial \Psi }{\partial t}}.\qquad } (11)
Подставляя (11) в (10), получаем зависящее от времени уравнение Шрёдингера (12):
{\displaystyle i\hbar {\frac {\partial }{\partial t}}\Psi =\left[-{\frac {\hbar ^{2}}{2m}}\nabla ^{2}+V\right]\Psi .\qquad } (12)

## Обобщения

### Уравнение Шрёдингера в электромагнитном поле
Нерелятивистскую бесспиновую частицу в электромагнитном поле, задаваемом потенциалами {\displaystyle \varphi } и {\displaystyle \mathbf {A} }, описывает уравнение Шрёдингера в магнитном поле (потенциал электрического поля — скалярный и входит как обычное слагаемое {\displaystyle V}):
{\displaystyle i\hbar {\frac {\partial }{\partial t}}\Psi =\left[{\frac {1}{2m}}({\hat {\mathbf {p} }}-{\frac {q}{c}}\mathbf {A} )^{2}+q\varphi \right]\Psi .}
Здесь {\displaystyle {\hat {\mathbf {p} }}=-i\hbar \nabla } — оператор импульса, {\displaystyle q} — заряд частицы. Уравнение записано в гауссовой системе единиц; в системе СИ коэффициент при {\displaystyle \mathbf {A} } будет не {\displaystyle q/c}, а {\displaystyle q}.

### Нелинейное уравнение Шрёдингера
Нелинейное уравнение Шрёдингера имеет вид:
{\displaystyle i{\frac {\partial u}{\partial t}}+{\frac {\partial ^{2}u}{\partial x^{2}}}+\nu |u|^{2}u=0,}
где {\displaystyle u(x,t)} — комплекснозначная функция.
Применяется при описании нелинейных квантовомеханических явлений.

### Квантовая теория поля
В квантовой теории поля при изучении релятивистских процессов с уничтожением и рождением элементарных частиц известно обобщение уравнения Шрёдингера в вариационных производных:
{\displaystyle i{\frac {\delta \Phi (g)}{\delta g(x)}}=H(x;g)\Phi (g).}
Здесь {\displaystyle \Phi (g)} — амплитуда состояния, {\displaystyle g} — интенсивность взаимодействия, {\displaystyle H(x,g)=i{\frac {\delta S(g)}{\delta g(x)}}S^{+}(g)} — плотность обобщённой функции Гамильтона, {\displaystyle S(g)} — матрица рассеяния.
Это уравнение может быть переписано в форме функционального дифференциального уравнения Швингера — Томонаги:
{\displaystyle i{\frac {\delta \Phi (\sigma )}{\delta \sigma (x)}}=H(x,\sigma )\Phi (\sigma ),}
где {\displaystyle \sigma (x)} — пространственно-подобная поверхность в пространстве Минковского.